# Sułkówek
Sułkówek – wieś w Polsce położona w województwie kujawsko-pomorskim, w powiecie włocławskim, w gminie Boniewo.
W latach 1975–1998 miejscowość administracyjnie należała do województwa włocławskiego. Według Narodowego Spisu Powszechnego (III 2011 r.) liczyła 110 mieszkańców. Jest piętnastą co do wielkości miejscowością gminy Boniewo.
Sułkówek w XVI wieku należał do Sułkowskich i wchodził w skład dóbr Sułkowo. Do początku XX wieku należał do parafii Zgłowiączka. W XVIII i XIX wieku wieś i folwark Sułkówek był w posiadaniu Sikorskich herbu Cietrzew właścicieli dóbr Grójczyk. Dobra Grójczyk obejmowały folwark i wieś Grójczyk, folwark Klawisz z osadą młyńską i folwark Sułkówek, który odłączono w 1888 roku. W 1888 roku w Sułkówku było 516 mórg gruntu, 11 domów murowanych i 4 drewniane. Ostatnim właścicielem majątku Sułkówek był obywatel amerykański Aleksander Okraska.